# Thyone (vệ tinh)
Thyone /θaɪˈoʊniː/, hay còn được gọi là Jupiter XXIX là một vệ tinh dị hình của Sao Mộc. Thyone được phát hiện bởi một nhóm các nhà thiên văn học đến từ Đại học Hawaii do Scott S. Sheppard, phát hiện vào năm 2001, và tên được chỉ định tạm thời là S/2001 J 2.
Thyone có đường kính khoảng 4 km, và quay quanh Sao Mộc với một khoảng cách trung bình là 21.605.000 km trong 639,803 ngày, tại một độ nghiêng quy đạo là 147,28° so với mặt phẳng hoàng đạo (146,93° so với xích đạo của sao Mộc) với độ lệch tâm là 0,2526. Tốc độ quay quanh sao Mộc trung bình của hành tinh này là 2,43 km/s.
Hành tinh này được đặt tên chính thức vào tháng 8 năm 2003 theo tên của Thyone, tên phổ biến được biết đến nhiều hơn là Semele, là mẹ của Dionysus trong thần thoại Hy Lạp.
Thyone thuộc nhóm Ananke, nhóm các vệ tinh tự nhiên dị hình quay theo chiều nghịch, quay quanh Sao Mộc ở khoảng cách từ 19,3 đến 22,7 triệu km, tại độ nghiêng khoảng 150°.

Thyone được chụp bởi CFHT vào ngày 10 tháng 12 năm 2001, một ngày trước khi phát hiện ra nó